# جورج أندريه روبرتسون
جورج أندريه روبرتسون (8 سبتمبر 1929 - 22 فبراير 2007) (بالإنجليزية: George André Robertson)‏ هو لاعب كريكت بريطاني.

## وصلات خارجية
- جورج أندريه روبرتسون على موقع إي آس بي آن كريك إنفو (الإنجليزية)